# Christian Köpke
Christian Köpke (* 14. Juni 1984 in München) ist ein deutscher Schachspieler, der den FIDE-Titel Internationaler Meister trägt.

## Leben
Nach dem Abitur am Gymnasium München-Moosach 2003 leistete Köpke Zivildienst. 2004 begann er das Studium der Medieninformatik an der Ludwig-Maximilians-Universität München, welches er 2011 abschloss. Heute ist er als Softwareentwickler tätig und lebt mit seiner Ehefrau Elena (geborene Lewuschkina) in München.

## Erfolge
Im Alter von sechs Jahren erlernte Köpke das Schachspiel von seinem Vater. Nach ersten Stationen beim SK Obermenzing und dem Münchener SC 1836 schloss er sich 1997 dem SC Pasing an. Dort feierte er erste größere Erfolge auf Jugendebene, unter anderem als Bayerischer Einzelmeister in der Altersgruppe U 16 im Jahr 2000.
Von 2002 bis 2012 war er für den SK Tarrasch München aktiv, wo er 2004 mit der U 20-Mannschaft Bayerischer Meister sowie Deutscher Vizemeister wurde. Als Mitglied der ersten Mannschaft wurde er 2008 Bayerischer Meister und spielte anschließend bis 2012 in der 2. Schachbundesliga. Bei den deutschen Einzelmeisterschaften 2006 in Osterburg (Altmark) erzielte Köpke seine erste IM-Norm. Zugleich verbesserte er bei diesem Turnier seine Elo-Zahl auf über 2300 Punkte, womit er die Berechtigung zum Tragen des Titels FIDE-Meister erlangte. Die zweite und dritte IM-Norm gelangen ihm im Jahr 2008 bei der europäischen Einzelmeisterschaft in Plowdiw und beim Czech-Open in Pardubice. Im März 2009 wurde er zum Internationalen Meister ernannt unter der Bedingung, dass er eine Elo-Zahl von mindestens 2400 erreicht. Dies gelang ihm im Juli 2011, so dass er seitdem den Titel eines Internationalen Meisters trägt. Seit Juli 2012 spielt Köpke für den SC Garching, derzeit (Saison 2014/15) in der Oberliga Bayern. Außerdem ist er seit 2010 in Österreich für den SK Kufstein aktiv, zwischenzeitlich in der 1., aktuell (Saison 2014/15) in der 2. Bundesliga. 2011 wurde er mit der Mannschaft des SK Kufstein am ersten Brett Sieger in der 2. Bundesliga West.

## Sonstiges
Köpke war außerdem als Trainer im Nachwuchsbereich tätig.